# Monte Fox
Il Monte Fox è una montagna dell'Antartide alta 2820 m e situata circa 1,6 km a sudovest del Monte F.L. Smith, nella catena montuosa dei Monti della Regina Alessandra, nella Dipendenza di Ross.
Fu scoperto nel corso della spedizione Nimrod (1907-1909), guidata dall'esploratore polare inglese Ernest Shackleton e venne così denominata in onore di Agnes Susan Fox (1857-1913), una dei finanziatori privati della spedizione inglese.